# Анджела Патон
Анджела Патон (англ. Angela Paton; 11 січня 1930, Бруклін, Нью-Йорк — 26 травня 2016, Окленд, Каліфорнія) — американська акторка сцени, кіно і телебачення, театральний режисер. Найбільш відома за ролями місіс Ланкастер, власниці готелю у фільмі «День бабака» і бабусі Джима Левенштайна у фільмі «Американський пиріг 3: Весілля».

## Фільмографія
| Рік  |    | Українська назва                       | Оригінальна назва             | Роль                     |
| ---- | -- | -------------------------------------- | ----------------------------- | ------------------------ |
| 1971 | ф  | Брудний Гаррі                          | Dirty Harry                   | Детектив відділу вбивств |
| 1990 | ф  | Коматозники                            | Flatliners                    | Доктор                   |
| 1990 | ф  | Ласкаво просимо додому, Роксі Кармайкл | Welcome Home, Roxy Carmichael | Глорія Сайкс             |
| 1993 | ф  | День бабака                            | Groundhog Day                 | Місіс Ланкастер          |
| 1993 | тф |                                        | And the Band Played On        | Жінка в Денвері          |
| 1994 | ф  | Блакитне небо                          | Blue Sky                      | Дотті Оуенс              |
| 1994 | ф  | Упіймані в раю                         | Trapped In Paradise           | Гетті Андерсон           |
| 1995 | ф  | Додому на свята                        | Home for the Holidays         | Жінка в літаку           |
| 1996 | ф  | Око за око                             | Flatliners                    | Модератор                |
| 1997 | ф  | Лоліта                                 | Lolita                        | Місіс Голмс              |
| 1998 | ф  | Співак на весіллі                      | The Wedding Singer            | Фей                      |
| 2001 | ф  | Пригоди Джо Замазури                   | Joe Dirt                      | Жінка з бігуном          |
| 2003 | ф  | Сполучені штати Ліланда                | The United States of Leland   |                          |
| 2003 | ф  | Американський пиріг 3: Весілля         | American Wedding              | Бабуся                   |
| 2005 | ф  | Нічний рейс                            | Red Eye                       | Жінка у літаку           |